# Hemipterodes nubilata
Hemipterodes nubilata är en fjärilsart som beskrevs av William Schaus 1901. Hemipterodes nubilata ingår i släktet Hemipterodes och familjen mätare. Inga underarter finns listade i Catalogue of Life.